# Семисегментный индикатор
Семисегме́нтный индика́тор — устройство отображения цифровой информации. Это — наиболее простая реализация индикатора, который может отображать арабские цифры. Для отображения букв используются более сложные многосегментные и матричные индикаторы.

## Концепция и внешний вид
Семисегментный индикатор, как говорит его название, состоит из семи элементов индикации (сегментов), включающихся и выключающихся по отдельности. Включая их в разных комбинациях, из них можно составить упрощённые изображения арабских цифр.
Цифры 6, 7 и 9 имеют по два разных представления на семисегментном индикаторе. В ранних калькуляторах Casio и Электроника цифра 0 отображалась в нижней половине индикатора.
Сегменты обозначаются буквами от A до G; восьмой сегмент — десятичная точка (decimal point, DP), предназначенная для отображения дробных чисел.
Изредка на семисегментном индикаторе отображают буквы.
Для красоты индикаторам скругляют углы. Почти все индикаторы делают курсивными. Из прочих дизайнерских изысков — сделать сегменты несимметричными и даже вынести разрезы A-F и D-E из углов; уменьшить центральный сегмент G для улучшения вида цифр 0, 1, 7; сделать верхнюю половину несколько меньше нижней; существуют и более редкие вариации дизайна. В местах, где нужна красота или особые знаки в ущерб дешевизне, вырезают дополнительные сегменты — так, в автомобилях Volkswagen AG есть дополнительные сегменты для заглавных букв R, N, D, S.

## История
Сегментный индикатор был запатентован в 1910 году (U.S. Patent 974 943) Фрэнком Вудом. Эта реализация была восьмисегментной — был дополнительный косой сегмент для отображения четвёрки. Патент был практически забыт — вплоть до 1960-х годов радиолюбителям приходилось применять для отображения цифр знаковые индикаторы тлеющего разряда или просто десять лампочек.
В 1970 году американская компания RCA выпустила семисегментную лампу накаливания «Нумитрон».
Для отображения букв появились четырнадцатисегментные индикаторы и шестнадцатисегментные индикаторы, но сейчас их почти повсеместно заменили матричные (точечные) индикаторы. И лишь там, где нужно отображать только цифровую информацию, семисегментные индикаторы остались незаменимыми — из-за простоты, контраста и узнаваемости.

## Реализации
Одноразрядные семисегментные индикаторы могут быть устроены на светодиодах, лампах тлеющего разряда, электровакуумные индикаторы (катодолюминесцентные, накаливаемые), нити накаливания, жидкие кристаллы и т. д. На больших табло наподобие цен на бензин могут применяться механические индикаторы, или блинкерные индикаторы, переключающиеся с помощью электромагнитов.
В обычном светодиодном индикаторе используется девять выводов: один идёт к катодам (минусам) всех сегментов, и остальные восемь — к аноду каждого из сегментов, включая точку. Эта схема называется «схема с общим катодом», существуют также схемы с общим анодом, где имеется общий анод (плюс) и индивидуально подключенные катоды. Часто делают не один, а два общих вывода на разных концах корпуса — это упрощает разводку, не увеличивая габаритов.
Многоразрядные индикаторы часто работают по динамическому принципу: выводы одноимённых сегментов всех разрядов соединены вместе. Чтобы выводить информацию на такой индикатор, управляющая микросхема должна циклически подавать ток на общие выводы всех разрядов, в то время как на выводы сегментов ток подаётся в зависимости от того, зажжён ли данный сегмент в данном разряде. Таким образом, чтобы получить десятиразрядный экран микрокалькулятора, нужны всего восемнадцать выводов (8 анодов и 10 катодов) — а не 81.
Существуют специальные микросхемы семисегментных дешифраторов, переводящие четырёхбитный код в его семисегментное представление. К примеру, отечественные (КР)514ид1 для индикаторов с общим катодом или (КР)514ид2 с общим анодом. Иногда дешифраторы встраивают прямо в индикатор. В настоящее время, в связи с широким распространением однокристальных микроконтроллеров с GPIO, семисегментные светодиодные индикаторы подключаются напрямую к выводам микроконтроллера.
В бумажном виде 7-сегментный стиль встречается на ценниках, где применяются закрашиваемые фломастером сегменты. Также встречаются трафареты в виде семисегментных индикаторов для изображения цен или телефонных номеров.

## Отображение букв
Кроме десяти цифр, семисегментные индикаторы способны отображать буквы. Но лишь немногие из букв имеют интуитивно понятное семисегментное представление.
- В латинице: заглавные A, B, C, E, F, G, H, I, J, L, N, O, P, S, U, Y, Z, строчные b, c, d, e, g, h, i, n, ñ, o, q, r, t, u.
- В кириллице: А, Б, В, Г, г, д, Е, е, и, й, Н, О, о, П, п, Р, С, с, У, Ч, Ы (два разряда), Ь, Э/З.

Поэтому семисегментные индикаторы используют только для отображения простейших сообщений. Например, плеер может выводить:
| On    |
| Off   |
| Track |

и т. д.
Семисегментный индикатор способен выводить символы шестнадцатеричной системы A, b, C, d, E и F, это помогает при выводе различных технических сообщений.
На перевёрнутом микрокалькуляторе можно получить некоторый диапазон букв, на этом основаны игры с калькулятором.

## Юникод
Семисегментная индикация — это шрифт и ей не место в Юникоде. Но семисегментные цифры, наряду с обычными, существовали в успешном американском компьютере Atari ST под кодами 10…1916, и потому внесены в Юникод под номерами U+1FBF0…F9. Образцовые глифы имеют прямой (не курсивный) вид и зажжённый сегмент F в цифре 7 — так они выглядели на Atari ST.

### Комментарии
1. ↑  Такие индикаторы широко применялись в электронном оборудовании военного назначения, так как позволяют считывать информацию при прямой солнечной засветке.